# Milan Puskar Stadium
O Milan Puskar Stadium é um estádio localizado em Morgantown, Virgínia Ocidental, Estados Unidos, possui capacidade total para 60.000 pessoas, é a casa do time de futebol americano universitário West Virginia Mountaineers football da Universidade da Virgínia Ocidental. O estádio foi inaugurado em 1980 em substituição ao Mountaineer Field.